# Eina
Eina este o localitate din comuna Vestre Toten, provincia Oppland, Norvegia, cu o suprafață de 0,73 km² și o populație de 706 locuitori (2013).